# Ácido sulfanílico
Ácido sulfanílico (ácido 4-aminobenzeno sulfônico, ácido p-aminobenzeno sulfônico ou ácido para-aminobenzeno sulfônico) é um sólido cristalino incolor produzido por sulfonação da anilina de fórmula química C6H6NO3S.
Ele é um zwitterion com um ponto de fusão alto incomum entre substâncias similares. 

## Síntese
É obtido pela reação a quente do ácido sulfúrico com anilina a 190 °C. Esta reação resultará na adição de um grupo sulfônico por uma substituição eletrofílica na posição p (para) em relação ao grupo amino no anel benzênico.

Síntese do ácido sulfanilico a partir da anilina e ácido sulfúrico.

A partir de uma autoprotólise pré-estabelecida em equilíbrio do ácido sulfúrico resulta o íon H3SO4+:
{\displaystyle \mathrm {H_{2}SO_{4}\longrightarrow H_{3}SO_{4}^{+}+HSO_{4}^{-}} }
Este poderá absorver água e formar HSO3+ eletrofílico, o qual poderá atacar o anel benzênico nas posições orto ou para no lugar de protonar o grupo amino.
Trata-se de um exemplo do processo de sulfonação aromática.

## Aplicações
Devido a facilmente formar diazo compostos e é usado para a fabricação de corantes (como o alaranjado de metila) e fármacos do tipo sulfa. Esta propriedade é também usada para a análise quantitativa de íons nitrato e nitrito por reação de acoplamento de diazônio com N-(1-Naftil)etilenodiamina, resultando no corante azo, e a concentração de íons nitrato ou nitrito é deduzida da intensidade de cor da solução vermelha resultante por colorimetria.
É utilizado para a produção do reagente de Lunges para a análise de nitritos e/ou nitratos.
É usado como um padrão em análises de combustão e na reação de Pauly.
Frequentemente é usado como padrão primário para a produção de soluções padrão, especialmente na análise de fármacos.